# Erisma micranthum
Erisma micranthum là một loài thực vật có hoa trong họ Vochysiaceae. Loài này được Spruce ex Warm. mô tả khoa học đầu tiên năm 1875.